# LOVE & JOY
「LOVE & JOY」（ラブ アンド ジョイ）は、木村由姫の7作目のシングル。2000年7月19日にパイオニアLDCからリリースされた。

## 概要
関西テレビ・フジテレビ系ドラマ『花村大介』の主題歌。自己最高のオリコン最高位24位、11.6万枚のセールスを記録した。
後にコタニキンヤ.、DJ OZMA、城ヶ崎莉嘉（山本希望）等にカバーされているほか、あやまんJAPANが楽曲をアレンジして「ぽいぽいぽいぽぽいぽいぽぴー」として発表している（使用されているオケはDJ OZMAによるカバーバージョンである）。
また、コナミデジタルエンタテインメントよりリリースされたゲーム「jubeat knit」「REFLEC BEAT」「Dance Dance Revolution X3」「Dance Evolution ARCADE」にも収録されている。
プロ野球では、横浜DeNAベイスターズの応援団が「ライジングテーマ」としてビハインド時の応援に使用している（歌詞はオリジナル）ほか、中日ドラゴンズのオフィシャルチアリーディングチームであるチアドラゴンズが、ナゴヤドームで開催するステージイベント「D-STAGE LIVE!」でのパフォーマンスに使用している。

## 収録曲
1. LOVE&JOY
  - 作詞：麻倉真琴　作曲・編曲：浅倉大介
2. Thousand Nights,one more Night
  - 作詞：麻倉真琴　作曲・編曲：浅倉大介
3. LOVE&JOY（Instrumental）
4. Thousand Nights,one more Night（Instrumental）

## 参加ミュージシャン・エンジニア
- All Instruments：Daisuke Asakura
- Backing Vocal：Daisuke Asakura
- Backing Vocal：Kenichi Ito（M-2）
- Recorded by Daisuke Asakura , Masatake Ohsato
- Mixed by Masatake Ohsato

## 収録アルバム
木村由姫
- 『sole sorfege』
- 『Very Singles』
- 『Non-Stop Mega Dance Evolution』
- 『process“Y"』
- 『Best Selection』

浅倉大介
- 『d・collection -the best works of daisuke asakura-』
- 『THE BEST WORKS OF DAISUKE ASAKURA quarter point』

## カバー
- 塚田真美 - 2006年発売のアルバム『ブチアゲ♂トランス 4』収録。
- Project Y's feat. 田中みゆき - 2006年発売のアルバム『BEST OF KIRAKIRA EPIC TRANCE』収録。
- DJ OZMA - 2006年発売のアルバム『I ♥ PARTY PEOPLE』収録。
- PureBoys - 2007年発売のシングル『乾杯ジュテーム』収録。
- アリス十番  劇場公演にてcover
- TSUKASA - 2008年発売のアルバム『姫トラ presents TSUKASA MIX』収録。
- 城ヶ崎莉嘉（山本希望） - 2013年発売のアルバム『THE IDOLM@STER CINDERELLA MASTER Passion jewelries! 001』収録。
- コタニキンヤ. - 2015年発売のシングル『This is GRAVITATION Vol.3』収録。
- XAI - 2018年10月から放送のTVアニメ『アニマエール!』挿入歌。全編英語詞でリブートされている。
- 笹木咲 - 2021年発売のにじさんじのコンピレーション・アルバム『Reflexion』収録。